# Campeonato Sudamericano 1926
Das Campeonato Sudamericano von 1926 war die zehnte Ausspielung der südamerikanischen Kontinentalmeisterschaft im Fußball und fand vom 12. Oktober bis 3. November zum zweiten Mal in Chile statt. Trotz des Verzichts Brasiliens waren fünf Nationen am Start, da Bolivien als neues sechstes Mitglied der CONMEBOL erstmals teilnahm.
Die Meisterschaft wurde wie bisher im Ligasystem (Jeder gegen Jeden) ausgetragen. Bei Punktgleichheit auf dem ersten Platz war ein Entscheidungsspiel vorgesehen. Alle Spiele wurden in Santiago de Chile im Campos de Sports de Ñuñoa ausgetragen. Das Stadion fasste damals ca. 15.000 Zuschauer.
Südamerikameister 1926 wurde zum sechsten Mal Uruguay.

## Spielergebnisse
|                  |   |             |           |
| 12. Oktober 1926 |   |             |           |
| Chile            | – | Bolivien    | 7:1 (4:0) |
| 16. Oktober 1926 |   |             |           |
| Argentinien      | – | Bolivien    | 5:0 (4:0) |
| 17. Oktober 1926 |   |             |           |
| Chile            | – | Uruguay     | 1:3 (0:2) |
| 20. Oktober 1926 |   |             |           |
| Argentinien      | – | Paraguay    | 8:0 (5:0) |
| 23. Oktober 1926 |   |             |           |
| Paraguay         | – | Bolivien    | 6:1 (0:1) |
| 24. Oktober 1926 |   |             |           |
| Uruguay          | – | Argentinien | 2:0 (1:0) |
| 28. Oktober 1926 |   |             |           |
| Uruguay          | – | Bolivien    | 6:0 (4:0) |
| 31. Oktober 1926 |   |             |           |
| Chile            | – | Argentinien | 1:1 (1:1) |
| 1. November 1926 |   |             |           |
| Uruguay          | – | Paraguay    | 6:1 (3:0) |
| 3. November 1926 |   |             |           |
| Chile            | – | Paraguay    | 5:1 (2:0) |

| Pl. | Land        | Sp. | S | U | N | Tore    | Diff. | Punkte |
| --- | ----------- | --- | - | - | - | ------- | ----- | ------ |
| 1.  | Uruguay     | 4   | 4 | 0 | 0 | 017:200 | +15   | 08:0   |
| 2.  | Argentinien | 4   | 2 | 1 | 1 | 014:300 | +11   | 05:30  |
| 3.  | Chile       | 4   | 2 | 1 | 1 | 014:600 | +8    | 05:30  |
| 4.  | Paraguay    | 4   | 1 | 0 | 3 | 008:200 | −12   | 02:60  |
| 5.  | Bolivien    | 4   | 0 | 0 | 4 | 002:240 | −22   | 0:80   |

## Beste Torschützen
| Rang | Spieler          | Tore |
| ---- | ---------------- | ---- |
| 1    | David Arellano   | 7    |
| 2    | Héctor Castro    | 6    |
|      | Héctor Scarone   | 6    |
| 4    | Gabino Sosa      | 5    |
| 5    | Manuel Ramírez   | 4    |
| 6    | Roberto Cherro   | 3    |
|      | Benjamín Delgado | 3    |
|      | Pablo Ramírez    | 3    |

## Mannschaftsaufgebote
Uruguay
Fausto Batignani (Torwart, Liverpool FC), Andrés Mazzali (Torwart, Nacional Montevideo), José Leandro Andrade (Bella Vista), René Borjas (Montevideo Wanderers), Pascual Cabrera (Rampla Juniors), Héctor Castro (Nacional Montevideo), Nicolás Conti (Montevideo Wanderers), Lorenzo Fernández (Capurro), Alfredo Juan Ghierra (Universal), Abraham Lobos (Lito), José Nasazzi (Bella Vista), Emilio Recoba (Nacional Montevideo), Ángel Romano (Nacional Montevideo), Zoilo Saldombide (Montevideo Wanderers), Héctor Scarone (Nacional Montevideo), Domingo Tejera (Montevideo Wanderers), Santos Urdinarán (Nacional Montevideo), José Vanzzino (Nacional Montevideo)

Trainer: Ernesto Fígoli

Uruguay kam, sah und siegte. Eindrucksvoller hätte der Auftritt der „Urus“ nach einem Jahr Abstinenz kaum ausfallen können. Vier klare Siege und ein imposantes Torverhältnis sprechen eine klare Sprache. Selbst Titelverteidiger Argentinien konnte den Uruguayern in diesem Jahr nicht gefährlich werden. Überragend bei den „Urus“ spielte, wie schon bei der Copa 1923, das „Schwarze Wunder“ José Leandro Andrade, der auch zum besten Spieler des Turniers gekürt wurde.
 Argentinien
Octavio Juan Díaz (Torwart, Boca Juniors Buenos Aires), Luis Vaccaro (Torwart, Argentinos Juniors Buenos Aires), Ludovico Bidoglio (Boca Juniors Buenos Aires), Roberto Eugenio Cherro (Boca Juniors Buenos Aires), Silvestre Conti (Nacional Rosario), Antonio De Miguel (Tiro Federal Rosario), Benjamín Delgado (Boca Juniors Buenos Aires), Mario Fortunato (Boca Juniors Buenos Aires), Ángel Médici (Boca Juniors Buenos Aires), Ramón Alfredo Muttis (Boca Juniors Buenos Aires), Feliciano Perducca (Boca Alumni Buenos Aires), Gabino Sosa (CA Rosario Central), Domingo Alberto Tarasconi (Boca Juniors Buenos Aires), Luis Vaccaro (Argentinos Juniors Buenos Aires)
Ohne offiziellen Trainer

Argentinien startete zwar furios in dieses Turnier mit 4:0 Punkten und 13:0 Toren, aber im direkten Vergleich mit Erzrivale Uruguay zog man deutlich den Kürzeren. Danach war die Luft raus bei den Argentiniern und es gab gegen Gastgeber Chile nur noch ein Unentschieden. Aufgrund des guten Torverhältnisses reichte es aber zur Vizemeisterschaft.
 Chile
Roberto Cortés (Torwart, Chilex Chuquicamata), Carlos Hill (Torwart, Santiago Wanderers Valparaíso), David Arellano (Colo Colo Santiago), Manuel Figueroa (Arturo Fernández Vial Concepción), Carlos García (Everton FC Viña del Mar), Óscar González (La Cruz Valparaíso), Víctor Morales (Colo Colo Santiago), Humberto Moreno (Colo Colo Santiago), Horacio Muñoz (Arturo Fernández Vial Concepción), José Olguín (Colo Colo Santiago), Ulises Poirier (La Cruz Valparaíso), Manuel Ramírez (The Commercial FC Santiago), Guillermo Saavedra (Caupolicán Santiago), Francisco Sánchez (Arturo Fernández Vial Viña de Mar), Guillermo Subiabre (Santiago Wanderers Valparaíso), Víctor Toro (10 de Julio Santiago), Leoncio Veloso (Badminton FC Valparaíso)
Trainer: José Rosetti (Italien)

Chile zeigte bei dieser „Copa“ im eigenen Land seine bisher beste Turnierleistung. Der 7:1-Auftaktsieg gegen Neuling Bolivien war der erste Sieg der Chilenen überhaupt bei einer Südamerikameisterschaft. Beeindruckend auch der deutliche 5:1-Erfolg im Abschlussspiel gegen die enttäuschenden Paraguayos sowie das 1:1 gegen Titelverteidiger Argentinien.
 Paraguay
Modesto Denis (Torwart), Manuel Recalde (Torwart), Bartolomé Brizuela, Diógenes Domínguez, Manuel Fleitas-Solich, Luis Fretes, Ildefonso López, Gaspar Nessi, Lino Nessi, Ceferino Ramírez, Pablo Ramírez, Juan Rolón, Axel Sirvent, Luis Vargas Peña
Spielertrainer: Manuel Fleitas-Solich

Paraguay enttäuschte noch mehr als im Vorjahr. Besonders die Höhe der Niederlagen musste erschrecken. Die 0:8-Niederlage gegen Argentinien war bis zu diesem Zeitpunkt die höchste Niederlage bei einer „Copa“ überhaupt. Noch enttäuschender aus Paraguayer Sicht war das 1:5 gegen Chile, eine deutliche Niederlage gegen einen Gegner den man bis dato für schwächer als das eigene Team gehalten hatte. Rechnet man die abstinenten Brasilianer mit ein, war Paraguay nach diesem Turnier nur noch die Nummer 5 im südamerikanischen Fußball.
 Bolivien
Jesús Bermúdez (Torwart), Hernán Araníbar (Torwart), Teófilo Aguilar, Mario Alborta, Eliseo Angulo, José Bustamante, Casiano Chavarría, Diógenes Lara, Rafael Méndez, Renato Sáinz, Carlos Soto, Jorge Soto, Alberto Urriolagottía, Jorge Luis Valderrama

Ohne offiziellen Trainer

Bolivien musste bei seiner ersten „Copa“-Teilnahme deutlich Lehrgeld zahlen. Das Spiel gegen Chile war das erste Länderspiel Boliviens und daher war der sportliche Rückstand auf die anderen südamerikanischen Fußballnationen riesengroß, die schon seit mehreren Jahren Länderspiele durchführten. Er sollte sich in den kommenden Jahren zunächst auch nicht deutlich verringern.